# Ладислав IV Куманац
Ладислав IV Угарски или Ласло IV Куманац (5. август 1262 - 10. јул 1290, Керешсег), био је угарски и далматинско-хрватски краљ (1272—1290) из династије Арпадовића. Отац му је био угарски краљ Стефан V Угарски, а мајка Јелисавета Куманка, кћерка куманског владара Сајана. Ладислав је по својој мајци добио назив Куманац.
Владавина слабог краља Ладислава је била веома несрећна за Хрватску. Ускоро се наиме појавио велик раздор, јер се племићи нису слагали.
Краљ је у малолетности био жртва дворских побуна и завера, док је његова мајка регенткиња Јелисавета Куманка имала задатак да гуши побуне. Имао је и проблема са племством зато што је запостављао своју жену због својих куманских љубавница, па је био оптуживан да би радије био пагански Куманац, него хришћански Мађар.
За време Ладислављеве владавине, у Угарској је владала анархија; јачала је моћ световних велепоседника и необузданим злоупотребама крупних феудалаца.

## Долазак на власт
Када се краљ Стефан јуна месеца 1272. године, налазио у Бихаћу, Јоаким Пектар, хрватски бан, је заробио Ладислава и одвео га у Копривницу.
Краљ се хтеде бану осветити, али већ 6. августа је напрасно умро.
Ладиславу једва беше 10 година; зато му је регент била његова мајка Јелисавета. Уз њу је владао свемоћни Јоаким Пектар, али је на краља имао утицај и напуљски краљ Карло I Анжујски.
Ладислава је отац, током 1261. године, оженио Јелисаветом (Изабелом) Анжујском, Карловом кћерком

## Први сукоб са Бохемијом
Против Ладислава је 1273. године устао бохемијски краљ Отакар II Пшемисл, са којим је његов отац 1273. године склопио примирје. Отакар је у Угарску послао свог шурака Белу, Ладиславовог брата од тетке. Бела је хтео — као унук Беле IV — уграбити круну малом Ладиславу. Кад га је ради тога код Пеште Хенрик Гисинговац сасекао на комаде, провалио је Отакар у Угарску и освојио је део земље.
Баш због тога Угарска је дуго после тога остала на страни непријатеља Бохемије.

## Матеј Чака Тренчински
Пошто је Ладислав имао млађег брата Андрију, овај је добио 1274. године, као престолонаследник наслов херцег читаве Славоније, иако је Андрија није, заправо, владао у Славонији.
Ту се већ 27. децембра 1272. године, спомиње Матеј, из породице Чака Тренчинских, као бан читаве Славоније. Матија је 19. априла 1273. године сазвао загребачки сабор, који је био државни сабор читаве краљевине Славоније. На том сабору се расправљало о правосуђу, о порезима и разним предавањима, о наслеђивању племићких поседа и о војничкој дужности, дакле о свим државним пословима. Саборске закључке прогласио је бан Матеј.

## Сплит и Шибеник против Омиша и Трогира
Најпре су (1274—1277) градови Сплит и Шибеник ратовали против Омиша и Трогира. У том рату је је против Трогирана суделовао такође приморски бан Павле I Шубић, који се као бан први пут помиње 12. августа 1273. године.
Онда је напуљски краљ Карло Анжујски 1274. године, склопио савез са Сплитом и Шибеником савез против Омиша.

## Рат Петра Чака против Веспрема
Господари покрајина су, у интересу проширивања своје моћи и поседа, често водили праве ратове против својих суседа. На пример, 1276. године палатин Петар Чак, први државни заставник и судија, није се двоумио да нападне град Веспрем, зато што је тамошњи бискуп био из непријатељскох редова из Неметујвара. Опљачкао је град и кептолску школу, највишу образовану установу у земљи, да га нико због тога није казнио. Овај случај ни из далека није био усамљен. Узајамно је уништавана стока, једни другима крали су кметове и пљачкали трговце. „Господски дворци су постали лупешка станишта и служе за заштиту разбојника који угрожавају безбедност удаљених крајева, уцењују у пљачкају путнике“ - констатовали су 1279. су 1279. године црквени великодостојници

## Први хрватски грађански рат
Још кад се рат није завршио, 1276. године, моћни великаши Гисинговци и Бабонићи су склопили савез против силног Јоакима. Уз помоћ пакрачког кнеза Петра јоаким се одржао у северној Хрватској; али већ 1277. године Јоаким је у бици заробљен од стране кнеза Стефана Бабонића, и убијен.
Тада су се против Бабонића дигла браћа убијеног Јоакима: Никола, Стефан и Павле, уследио је први покољ и паљење у Хравтској.
На крају је, 6. новембра 1278. године пошло за руком загребачком бискупу Тимотеју да Јокимову браћу измири са кнезовима Бабонићима: Стефаном, Радославом, Николом и Вуком.
У том рату је суделовао сам Карло Анжујски. Он је из Напуља послао своју војску у Хрватску; зато су Карлу на потврду предате погодбе мира.

## Стефан Драгутин
Млади краљ Србије Стефан Драгутин, у ког је Ладислав, као у свог зета, имало вере, добио је помоћ од двора и са том помоћу он је потукао очеву војску на гатачком пољу, у јесен 1276. год. Драгутиново житије приказује ствар тако, као да досадашњи краљ Стефан Урош I није хтео да, по обећању, додели сину једну већу област за владање и да је овај, онда, био присиљен да власт отме силом. У ствари, на Драгутина је деловао пример његова таста, и Ладислављевог оца, краља Стевана V Угарског, и тадашње неодређено држање Урошево у борби између Грка и Анжујаца. Краљ Урош повукао се после пораза у Захумље, можда у требињску област, и доскора се закалуђерио и постао монах Симон, док је драгутин преузео власт у Србији.
Нешто неуспеси у ратовању на југу, а нешто несрећа, што је сломио ногу, при јахању, под градом Јелечем, изазваше код краља Драгутина тешку потиштеност. Његово житије приповеда, да је краљ сматрао свој пад као божију казну за поступак према оцу; али је још вероватније, да је на њ деловала недавна коб његова рођака, хромог бугарског цара Костантина, који је исто сломио ногу, па после погинуо. Стога он у Дежеву, 1282. год уступи престо свом млађем брату Милутину, а за себе задржа западни део области око Рудника, Подриње, и Хум са Требињем. Драгутин је предао престо Милутину као неке врсте регенту, желећи да наследство престола остане свакако у његовој линији, односно синовима му Владиславу и Урошицу.
1284. год., добио је краљ Драгутин од свог шурака краља Ладислава, а против воље његове таште Јелисавете Куманке, Мачву са Сремом, Београд и од Босне крај Соли и Усоре, која је дотле држала сама Јелисавета. Драгутин се стога и назва „сремски краљ“, по средишњој области своје нове државе. Његове престонице беху Београд, који тад први пут долази под српску власт, и Дебрец у Срему, али био је вазал угарског двора.
Ладислав је Драгутина помагао и у борби против одметника, какви су били Дрман и Куделин, господари Браничева и Ждрела, током 1285. године, али је и његова и драгутинова војска била сузбијена и сасвим разбијена.

## Краљев брат
Краљев брат Андрија имао је првобитно титулу херцег Славоније и Хрватске, а од 1278. године херцег Славоније, Далмације и Хрватске. Тада је уредио свој двор, па се спомиње и његов дворски благајник Иваниш. Андрија није дуго владао. Последњи пут се помиње жив 22. септембра 1278. године, а већ 6. новембра се помиње као покојник.

## Други сукоб са Бохемијом
Рат између Угарске и Бохемије настављен је 13. јула 1277. године, када је краљ Римљана тј. немачки краљ Рудолф I Хабзбуршки, објавио рат Бохемији и Отакару. Да савез буде трајнији, Рудолф је обећао да ће своју кћер Клементију, удати за Андрију. То је Андрији обећавано још од 1274. године. Херцег је међутим умро непосредно пре венчања; али је Ладислав, послао, Рудолфу, помоћну војску од 56 000 људи и Отакарова војска је 26. августа пресретнута на Моравском пољу, где је потпуно поражена, а Отакар је убијен.

## Други хрватски грађански рат
После те савезничке победе у Хрватској је настао опет грађански рат. Гисинговци (бан Никола, бискуп Петар и жупан Иваниш) устали су против Бабонића. Уз Бабониће су, међутим, стали моћни Франкопани.
После многих пљачкања, паљења и убистава, дошло је до озиљског мира 30. октобра 1280. године. За време овог рата су се смењивали банови, које није признавао цео народ.

## Трећи хрватски грађански рат
Уз то је и краљева мајка Јелисавета, власница вировитичке, вуковске и пожешке жупаније, године 1282. и 1283. носила наслов: војвоткиња читаве Славоније. Она се завадила са загребачким бискупом Тимотејем, коме су житељи Вировитице ускратили десетину и бискуп их је због тога анатемисао.
Сада се на бискупа дигла читава странка краљице мајке и бискупова имања су била уништена, а најгоре је прошла Вашка код Драве, коју је Јелисавета још 1275. године присвојила.
Рат је потрајао 4 године. Највише су беснели Гисинговци. За време тих борби осиромашио је народ у иначе богатој северној Хрватској, а мир је склопљен 18. новембра 1283. године, у Вировитици, а потврдио га је 7. јуна сам краљ Ладислав.

## Андрија III Млечанин
Међутим, је у Венецији, Стефана Посмртног, претендента на угарски престо, наследио син, Андрија. Попут свог оца он је носио титулу херцег читаве Славоније.
Његов ујак Албертин Морозини га је 6. јуна 1286. године оженио Кларом, кћерком грофа Алберта од Горице.
Андрија се надао да ће уз помоћ Млетачке републике и Горичке грофивије, доћи до власти у Угарској.
Првобитно је нашао присталице, међу којима су били и Гисинговци, али већ 1287. године морао је да бежи у Аустрију, где је остао до Ладислављеве смрти.

## Односи са Куманима и смрт
Као и његов отац, Ладислав је био немоћан пред силним племићима. Војска им се свела заправо само на непоуздану верност неколицине феудалаца везаних новим феудима, а ослањао се и на Кумане. Углавном од Куманске лаке коњице састојала се и његова војска од петнаестак хиљада војника, са којом се појавио 1278. године на Моравском пољу, да би потпомогао победу краља Рудолфа. Ладислав је својом помоћу допринео да се у Подунављу утемељи моћ Хабзбурговаца, који су присвојили наследство Бамберга. Његови црквени и световни феудалци, који су иначе били у оштром међусобном сукобу, били су сагласни да краља одвоје од Кумана.
Пошто Ладислав није био вољан да се, под претњама папске делегације, супротстави „паганским“ Куманима, велможе су га накратко затвориле. Коначно су пак из његове куманске пратње најмили убице.
После истраге папиног легата Ладислав је 1280. године био приморан на рат против побуњених Кумана, које су, после битака: код Ходског језера (1280/1281) и Ходмезе 1282. године, напустили Угарску.
Пустоловни Ладислав се, наиме, љубакао са лепим, али разузданим Куманкама. Племство се згрожавало због неморалних краљевих поступака. Своју жену Јелисавету је затворио у манастир, па онда пригрлио дивље куманске обичаје. Најзад је папа Никола IV одлучио да екскомуницира Ладислава и за угарског краља постави Карла Мартела Анжујског, који је био син краљеве сестре Марије и Јелисаветиног брата Карла Хромог.
Године 1284. или 1285, de facto кан Златне Хорде, Ногај је заједно са Талабугом и Куманима извршио инвазију Угарске. Татари су се поделили у две трупе. Прва трупа, предвођена Ногајем је напала Ердељ и опљачкала градове Регин, Кронштат и Бистрицу, док је друга трупа предвођена Талабугом напала север Угарске, али је била успорена великим снеговима са Карпата и поражена код Пеште, од стране Ладислава. Друга трупа је нападана из заседе од стране Секеља за време повлачења и тако је погинуло много Татара, па је рат завршен татарском поразом.
Дана 25. децембра 1289. године Ладислав је позвао нижу властелу да му се придружи у рату против магната и њихових страних присталица и следеће године је дошао у Керешсег, и улогорио се.
Три Кумана су, због протеривања њиховог народа из Угарске, 10. јула 1290. године провалили у краљев логор и убили га, за време једне пијанке.

## Хрватско-далматински и славонски банови
За владе Ладислава Куманца стално се смењују хрватско-далматински банови, као и славонски:
Ладислављев отац је, кад му је Јоаким киднаповао сина за бана целе славоније поставио Мојса, али је сишао с те позиције још исте године.
Тада се за бана помиње Матеј Чака Тренчински, али он је сишао са те позиције, када је херцег, не бан целе Славоније, постао краљев брат Андрија, али Андрија није имао стварну власт над Славонијом. За време његове владавине помињу се као банови Хенрик Гисинговац (1274), Јоаким Пектар (1274), Дионизије од Печуја (1274—1275), Јанош Гисинговац (1275), Тома Хонтпазман (1275—1276) и Јанош Гисинговац (1276—1277).
После Андријине смрти бан је постао Никола Гуткелед (1278—1279), потом Никола Гисинговац (1279—1281), па Петар од Пакраца (1281—1283). Краљева мајка се докопала те титуле 1283. године, и владала је до своје смрти 1290. године. Титулу бана целе Славоније је целе Ладислављеве владавине носио претендент Андрија Млечанин.
Титуле хрватско-далматинских банова су пак носили Јоаким Пектар (1272—1277) и Павле I Шубић (1273—1312), као узурпатори, један, другог.

## Породично стабло
|  |                                 |  |  |  |  |  |  |  |  |  |  |  |  |  |  |  |
|  | 16. Бела III                    |  |  |  |  |  |  |  |  |  |  |  |  |  |  |  |
|  |                                 |  |  |  |  |  |  |  |  |  |  |  |  |  |  |  |
|  |                                 |  |  |  |  |  |  |  |  |  |  |  |  |  |  |  |
|  | 8. Андрија II Арпадовић         |  |  |  |  |  |  |  |  |  |  |  |  |  |  |  |
|  |                                 |  |  |  |  |  |  |  |  |  |  |  |  |  |  |  |
|  |                                 |  |  |  |  |  |  |  |  |  |  |  |  |  |  |  |
|  | 17. Агнеса од Антиохије         |  |  |  |  |  |  |  |  |  |  |  |  |  |  |  |
|  |                                 |  |  |  |  |  |  |  |  |  |  |  |  |  |  |  |
|  |                                 |  |  |  |  |  |  |  |  |  |  |  |  |  |  |  |
|  | 4. Бела IV                      |  |  |  |  |  |  |  |  |  |  |  |  |  |  |  |
|  |                                 |  |  |  |  |  |  |  |  |  |  |  |  |  |  |  |
|  |                                 |  |  |  |  |  |  |  |  |  |  |  |  |  |  |  |
|  | 18. Berthold, Duke of Merania   |  |  |  |  |  |  |  |  |  |  |  |  |  |  |  |
|  |                                 |  |  |  |  |  |  |  |  |  |  |  |  |  |  |  |
|  |                                 |  |  |  |  |  |  |  |  |  |  |  |  |  |  |  |
|  | 9. Гертруда Меранска            |  |  |  |  |  |  |  |  |  |  |  |  |  |  |  |
|  |                                 |  |  |  |  |  |  |  |  |  |  |  |  |  |  |  |
|  |                                 |  |  |  |  |  |  |  |  |  |  |  |  |  |  |  |
|  | 2. Стефан V Угарски             |  |  |  |  |  |  |  |  |  |  |  |  |  |  |  |
|  |                                 |  |  |  |  |  |  |  |  |  |  |  |  |  |  |  |
|  |                                 |  |  |  |  |  |  |  |  |  |  |  |  |  |  |  |
|  | 10. Теодор I Ласкарис           |  |  |  |  |  |  |  |  |  |  |  |  |  |  |  |
|  |                                 |  |  |  |  |  |  |  |  |  |  |  |  |  |  |  |
|  |                                 |  |  |  |  |  |  |  |  |  |  |  |  |  |  |  |
|  | 5. Марија Ласкарис              |  |  |  |  |  |  |  |  |  |  |  |  |  |  |  |
|  |                                 |  |  |  |  |  |  |  |  |  |  |  |  |  |  |  |
|  |                                 |  |  |  |  |  |  |  |  |  |  |  |  |  |  |  |
|  | 22. Алексије III Анђео          |  |  |  |  |  |  |  |  |  |  |  |  |  |  |  |
|  |                                 |  |  |  |  |  |  |  |  |  |  |  |  |  |  |  |
|  |                                 |  |  |  |  |  |  |  |  |  |  |  |  |  |  |  |
|  | 11. Ана Комнина Анђелина        |  |  |  |  |  |  |  |  |  |  |  |  |  |  |  |
|  |                                 |  |  |  |  |  |  |  |  |  |  |  |  |  |  |  |
|  |                                 |  |  |  |  |  |  |  |  |  |  |  |  |  |  |  |
|  | 23. Еуфросина Дукина Каматерина |  |  |  |  |  |  |  |  |  |  |  |  |  |  |  |
|  |                                 |  |  |  |  |  |  |  |  |  |  |  |  |  |  |  |
|  |                                 |  |  |  |  |  |  |  |  |  |  |  |  |  |  |  |
|  | 1. Ладислав IV Куманац          |  |  |  |  |  |  |  |  |  |  |  |  |  |  |  |
|  |                                 |  |  |  |  |  |  |  |  |  |  |  |  |  |  |  |
|  |                                 |  |  |  |  |  |  |  |  |  |  |  |  |  |  |  |
|  | 6. Шејхан или Котан?            |  |  |  |  |  |  |  |  |  |  |  |  |  |  |  |
|  |                                 |  |  |  |  |  |  |  |  |  |  |  |  |  |  |  |
|  |                                 |  |  |  |  |  |  |  |  |  |  |  |  |  |  |  |
|  | 3. Јелисавета Куманка           |  |  |  |  |  |  |  |  |  |  |  |  |  |  |  |
|  |                                 |  |  |  |  |  |  |  |  |  |  |  |  |  |  |  |
|  |                                 |  |  |  |  |  |  |  |  |  |  |  |  |  |  |  |